# 1984年サラエボオリンピックのノルウェー選手団
1984年サラエボオリンピックのノルウェー選手団（1984ねんサラエボオリンピックのノルウェーせんしゅだん）は、1984年2月8日から2月19日までユーゴスラビア（現・ボスニア・ヘルツェゴビナ）のサラエボで開催された1984年サラエボオリンピックのノルウェー選手団、およびその競技結果。

## 概要
今大会では金メダル3個、銀メダル2個、銅メダル4個の計9個のメダルを獲得した。

## メダル
| メダル | 選手名                                                                                  | 競技                   | 種目               |
| ------ | --------------------------------------------------------------------------------------- | ---------------------- | ------------------ |
| 金     | アイリック・クヴァルフォス                                                              | バイアスロン           | 男子10kmスプリント |
| 金     | インゲル＝ヘレネ・ニブローテン アンネ・ヤーレン ブリット・ペテルセン ベリト・アウンリ   | クロスカントリースキー | 女子4×5kmリレー    |
| 金     | トム・サントベルク                                                                      | ノルディック複合       | 男子個人           |
| 銀     | オッド・リルス アイリック・クヴァルフォス ロルフ・ストーシュヴェーン シェル・ソーバック | バイアスロン           | 男子4×7.5kmリレー  |
| 銀     | ベリト・アウンリ                                                                        | クロスカントリースキー | 女子5kmクラシカル  |
| 銅     | アイリック・クヴァルフォス                                                              | バイアスロン           | 男子20km           |
| 銅     | ブリット・ペテルセン                                                                    | クロスカントリースキー | 女子10kmクラシカル |
| 銅     | アンネ・ヤーレン                                                                        | クロスカントリースキー | 女子20km           |
| 銅     | カイ・アルネ・エンゲルスタート                                                          | スピードスケート       | 男子1000m          |